# إدموند جي. روس
إدموند جي. روس (بالإنجليزية: Edmund Gibson Ross)‏ هو سياسي أمريكي، ولد في 7 ديسمبر 1826 في آشلاند في الولايات المتحدة، وتوفي في 8 مايو 1907 في ألباكركي في الولايات المتحدة. حزبياً، نشط في الحزب الجمهوري والحزب الديمقراطي. وقد انتخب Governor of the Territory of New Mexico ‏ (1885 – 1889) وانتخب عضو مجلس الشيوخ الأمريكي.

## روابط خارجية
- إدموند جي. روس على موقع الموسوعة البريطانية (الإنجليزية)